# Alphonse Six
Alphonse Leopold Boudewijn Six (ur. 1 stycznia 1890 w Brugii – zm. 19 sierpnia 1914 w Boutersem) – belgijski piłkarz grający na pozycji napastnika. Był reprezentantem Belgii.

## Kariera klubowa
Swoją karierę piłkarską Six rozpoczął w klubie CS Brugeois. W sezonie 1907/1908 zadebiutował w jego barwach w pierwszej lidze belgijskiej. W sezonie 1910/1911 wywalczył z nim mistrzostwo Belgii, a strzelając 40 goli został królem strzelców ligi. W 1912 roku odszedł do Royale Union Saint-Gilloise, z którym w sezonie 1912/1913 wywalczył wicemistrzostwo Belgii i zdobył Puchar Belgii. W sezonie 1913/1914 grał we francuskim Olympique Lillois, z którym sięgnął po tytuł mistrza Francji.

## Kariera reprezentacyjna
W reprezentacji Belgii Six zadebiutował 13 marca 1910 w wygranym 3:2 meczu Coupe Van den Abeele z Holandią, rozegranym w Antwerpii i w debiucie strzelił gola. Od 1910 do 1912 rozegrał w kadrze narodowej 9 meczów i strzelił 8 goli.

## Śmierć
Six zginął na froncie I wojny światowej, 19 sierpnia 1914, dwa tygodnie po rozpoczęciu wojny. Podczas upadku fortów wokół Liège, wojska belgijskie wycofały się w kierunku Antwerpii. Podczas tej operacji oddział Sixa został otoczony przez Niemców niedaleko Boutersem i ostrzelany. Six i jego towarzysze z oddziału zginęli.